# Дома причта Никольской церкви
Дома причта Никольской церкви — комплекс памятников градостроительства и архитектуры в историческом центре Нижнего Новгорода. Построены в период 1842—1846 годов. Авторы проектов — архитекторы Г. И. Кизеветтер и А. А. Пахомов.
Комплекс включает три здания (два дома причта и флигель), до революции принадлежавшие причту снесённой в советский период Никольской Верхнепосадской церкви.

## История
Стоявшая напротив Никольской башни Нижегородского кремля Верхнепосадская Никольская церковь являлась одной из древнейших и богатейших в городе. В период Генерального межевания 1784—1787 годов её причту была отрезана крепостная земля, на которой выход от церкви на улицу Большую Покровскую в конце XVIII века зафиксировали два каменных дома. В домах расположились квартиры причта и богадельня. В начале XIX века в одном из домов жил молодой иерей А. И. Добролюбов, в семье которого в 1836 году родился будущий поэт и публицист Н. А. Добролюбов.
После переезда семьи Добролюбовых в собственный дом на набережной Лыковой дамбы А. И. Добролюбов решил, что необходимо перестроить старые здания на Большой Покровской, так как по плану города от 1839 года они оказались вне красных линий улицы. Проект был заказан архитектору Г. И. Кизеветтеру, сохранившим старые стены, надстроив их третьим этажом. Фасады были выполнены в одинаковом стиле. Проект утвердил лично император Николай I в Петергофе 30 июля 1842 года. Летом того же года подрядчик В. К. Мичурин начал строительные работы. В 1844 году дома были отделаны. Первые этажи арендовал купец С. Гребенщиков, устроив в них галантерейные магазины.
По духовному завещанию купца А. И. Костромина от 1 ноября 1821 года причту Никольской Верхнепосадской церкви передавался большой участок крепостной земли на Большой Покровской улице. После возведения в 1844 году двух каменных домов было решено выстроить каменный флигель. План-фасад двухэтажного флигеля разработал архитектор А. А. Пахомов, но у причта возникли финансовые трудности.
Купцам-подрядчикам, братьям Кириаку и Василию Мичуриным, поступило предложение выстроить каменный дом и два деревянных флигеля с лавками внизу за свой счёт, а за это получить их во владение на 9 лет. Согласие было получено и 25 сентября 1944 года заключена сделка с Нижегородским епископом Иоанном. Через два года каменный двухэтажный флигель с арочными верхами окон второго этажа был построен.